# L1A1 SLR
L1A1 SLR은 영국의 지정사수소총이다.

## 역사
L1A1 SLR은  EM-2와 밀접한 관련이 있다. 2차대전 후 영국은 "볼트액션 소총"인 리-엔필드 No.4를 대체하기 위해 1948년부터 EM(Experimental Model) 총기란 명칭을 붙이고 차세대 불펍소총들을 테스트했었다. 그 중에서 EM-1과 EM-2는 이미 테스트 중이었다. 테스트가 끝난 후 1951년 4월 영국 국방성에서는 .280 브리티쉬(7×43mm) 탄을 쓰는 EM-2를 차세대 제식소총으로 정하고 "Rifle No.9 Mk.1"이란 제식명으로 발표했으나, 2년 전인 1949년에 이미 NATO가 결성되어 있었고, NATO는 가입국들의 군사적 동맹과 협조를 위해 NATO 표준을 가져서 각종 장비나 군수, 지휘통제 체계 등에서 동일규격을 가지기로 되어 있었다. 당시 미국은 NATO의 신형 제식탄 개발에서 자국이 기존에 쓰던 .30-06 스프링필드(7.62×63mm) 탄을 약간 줄인 7.62×51mm 탄을 NATO 표준규격 탄환으로 하기로 한 상태였다. 결국 NATO의 제식소총탄은 7.62mm로 결정되고, 결국 윈스턴 처칠은 "개인화기의 성능보단 NATO의 지원을 받는 것이 훨씬 더 중요하다"는 결론을 내리고, 영국은 EM-2와 .280 브리티쉬를 포기했다.

## 파생형

### C1A1
캐나다군 제식형으로, 기존 L1A1을 기반으로 장전손잡이를 접이식으로 변경하고 스트리퍼 클립으로 장전할 수 있도록 한 모델이다.개방형 가늠자가 달린 모델은 EX1, 무배율 조준경이 달린 모델은 EX2로 구분한다.

### L2A1
호주와 캐나다가 공동개발한 파생형이다. 자동사격 기능이 추가되고 중총열과 양각대를 부착하고 30발들이 탄창을 사용할 수 있도록 개량한 모델이다.

## 같이 보기
- CETME
- 헤클러운트코흐 G3
- M14 소총
- 일본 64식 소총
- MAS-49